# Стрельно (Іванівський район)
Стрельно (біл. Стрэльна) — село в Білорусі, в Іванівському районі Берестейської області. Орган місцевого самоврядування — Сочивковська сільська рада.

## Історія
У 1926 році мешканці села зверталися до польської влади з проханням відкрити українську школу.

## Населення
За переписом населення Білорусі 2009 року чисельність населення села становило 233 особи.